# Référendum grec de 2015
Le référendum grec de 2015 est une initiative du gouvernement d'Aléxis Tsípras à la suite de l'échec des négociations avec la troïka dans le cadre de la crise de la dette publique grecque. Il se tient le dimanche 5 juillet 2015 et porte sur l'acceptation de la proposition faite par l'UE, la BCE et le FMI le jeudi 25 juin 2015. Victoire politique pour le gouvernement grec et son premier ministre, le « non » l'emporte avec 61,31 % des suffrages contre 38,69 % pour le « oui ».

## Contexte
Après l'échec des négociations entre le gouvernement d'Aléxis Tsípras et les institutions de la Troïka pour prolonger les programmes de refinancement de la dette grecque, le chef du gouvernement grec annonce le 27 juin, à 1 heure du matin, un référendum le 5 juillet — approuvé par la majorité parlementaire — qui porte sur les propositions faites par la Troïka avant l'annonce du référendum et publiées sur le site de la commission dimanche 28 juin. Il s'agit de la deuxième tentative d'un gouvernement grec de référendum sur la question de la crise de la dette publique grecque, le premier projet de référendum grec de 2011 n'ayant pas été mené à son terme.
Dans un entretien à Libération du mardi 30 juin, le ministre de la Réforme administrative, George Katrougalos, a affirmé que les négociations ont été rompues à la suite d'un changement de position des créanciers notamment sur des questions d'équité sociale, changement destiné à gagner du temps dans les négociations à l'approche du défaut de liquidités, en forme d'« ultimatum » et tout en refusant une restructuration de la dette, alors que le gouvernement avait déjà accepté des concessions, c'est pourquoi le référendum s'imposait selon le ministre qui affirme en respecter le résultat quel qu'il soit, sans nécessairement que cela entraîne ni Grexit ni démission du gouvernement.
Mardi 30 juin, les négociations entre les parties semblaient continuer, « la porte restait ouverte » pour Angela Merkel et la question de la restructuration de la dette était sur la table, tandis que le pays se trouve en défaut de paiement du FMI et sous contrôle de capitaux. Mercredi 1er juillet, Aléxis Tsípras faisait une nouvelle proposition, acceptation de la proposition initiale, avec quelques amendements, contre un nouveau plan d'aide et une restructuration de la dette, tandis que l'Eurogroupe annonce après une ultime réunion qu'il n'y aurait plus de négociations avant le référendum. Le 2 juillet, François Hollande déclare que si le « oui » l'emporte, « la négociation peut très facilement s'engager. Si c'est le non, on rentre dans une forme d'inconnu. C'est aux Grecs de répondre ».

## Question du référendum
« Acceptez-vous le projet d'accord soumis par la Commission européenne, la Banque centrale européenne et le Fonds monétaire international lors de l'Eurogroupe du 25 juin 2015 et composé de deux parties, qui constitue leur proposition unifiée ?

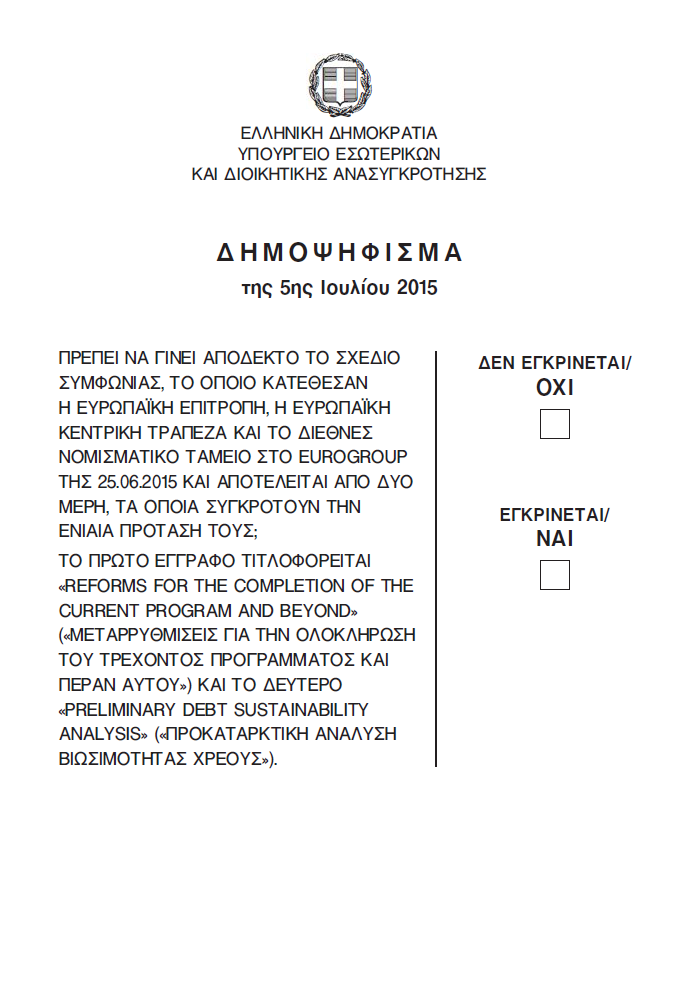
Bulletin de vote.

Le premier document est intitulé « Réformes pour la réussite du programme actuel et au-delà », le second « Analyse préliminaire de la soutenabilité de la dette ».
Non accepté / Non

Accepté / Oui »

## Contenu de l'accord soumis au référendum
Un résumé du projet d'accord a été mis en ligne sur le site du référendum. De même, dans un souci de transparence et afin d'informer le peuple grec, la Commission européenne a publié le 28 juin les derniers projets issus des négociations. Elle précise qu'il ne s'agit que de projets car aucun accord n'a pu être trouvé avant que les autorités grecques n'annoncent unilatéralement un référendum avant la fin des négociations.
Le projet, composé de trois piliers, comprend un nouvel arrangement financier et un soutien des partenaires européens de la Grèce pour la croissance et l'investissement. L'aspect financier de l'accord a pour objet de débloquer une aide financière à court-terme permettant à la Grèce de respecter des engagements et de stabiliser l'économie. En matière d'investissement, le plan d'aide prévoit de débloquer des fonds européens 35 milliards d'euros pour l'investissement. Ces fonds seraient complétés par le plan d'investissement de la Commission européenne pour l'Europe qui vise à fournir une aide aux investisseurs publics et privés et à promouvoir des projets de haute-qualité. Selon le résumé du projet, cela permettra à la Grèce de combattre la pauvreté en augmentant le taux d'emploi et en promouvant des initiatives d'inclusion sociale.
SYRIZA rappelle que les propositions consistent en l'imposition d'une TVA à 23 % sur la restauration collective et l'abolition de sa baisse dans les îles ; en l'application d'une avance d'impôt de 100 % sur les sociétés et les travailleurs indépendants ; en l'abolition des réductions pour les agriculteurs (pétrole, impôt sur le revenu) et que soient baissées de 900 millions d'euros (0,5 % du PIB) les dépenses de l'aide sociale (subventions, etc.) ; en la limitation immédiate des pré-retraites et l'abolition progressive de la retraite complémentaire ; en l'abolition de toutes les participations en faveur de tiers qui financent les caisses de sécurité sociale, qui a pour conséquence une baisse de leurs recettes de plus de 700 millions d'euros ; l'augmentation des prélèvements pour soins de santé sur les pensions de 4 % à 6 % ; le gel des retraites jusqu'en 2021 ; une législation sur les licenciements collectifs et la non-réintroduction des conventions collectives, si les institutions ne le permettent pas ; la réduction des salaires dans le secteur public ; la poursuite de la privatisation du secteur de l'électricité ; le non-retour des cotisations sociales patronales au niveau de l'année 2014.

## Positions

### Aléxis Tsípras

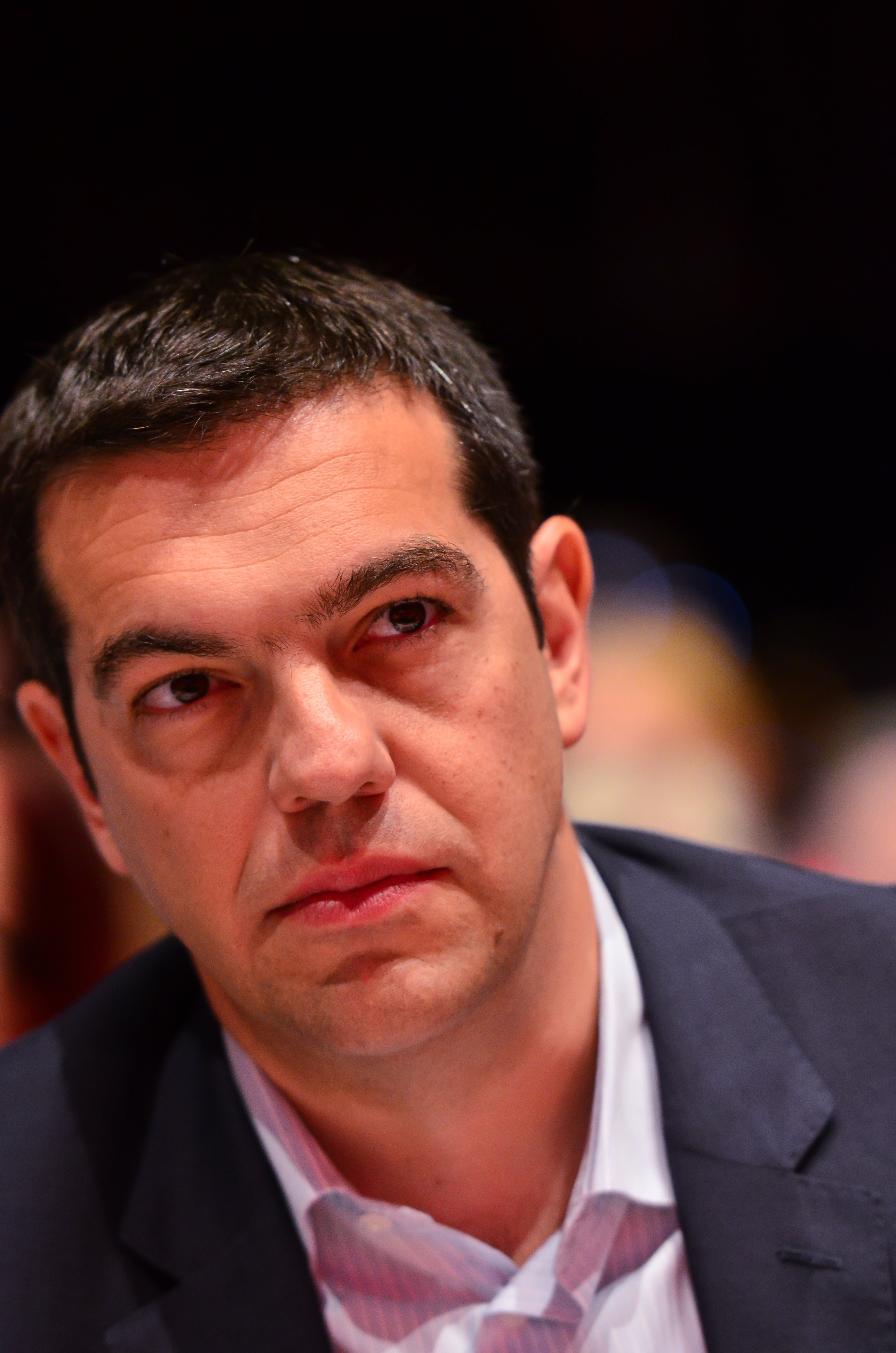
Aléxis Tsípras en mai 2014.

Aléxis Tsípras a appelé devant le Parlement, samedi 27 juin, le peuple grec à dire « un grand non à l'ultimatum » des créanciers « mais en même temps un grand oui à l'Europe de la solidarité » qui permettrait de meilleures négociations, « ni les menaces, ni le chantage, ni les tentatives d'instaurer la panique ne changeront la volonté du peuple grec de vivre dans la dignité » en ce sens le référendum n'est « pas une tentative de scission avec l'Europe mais de scission avec des pratiques qui sont un affront pour l'Europe ».
Aléxis Tsípras a pour sa part réaffirmé le lundi 29 juin que le non permettra de « rester dans l'euro » en continuant les négociations mais sans accepter le plan d'austérité proposé; en cas de oui, il pourrait quitter son poste.
Dans une courte allocution télévisée, mercredi 1er juillet, Aléxis Tsípras a réaffirmé que le non « est nécessaire pour que la Grèce obtienne un meilleur accord », il a également appelé les institutions européennes à respecter le processus démocratique tout en regrettant que « l'Europe ne veuille pas donner au peuple grec le temps de prendre une décision dans le calme ».

### Partis grecs
Les deux partis de la coalition gouvernementale, SYRIZA (149 députés) et les Grecs indépendants (13) avec l'appui d'Aube dorée (17) ont voté la soumission du mémorandum au vote populaire lors de la session solennelle du parlement dans la nuit du 27 au 28 juin 2015, portant le résultat à 178 voix pour et 120 contre et 2 abstentions. Ces trois partis appellent à voter non.
Le Parti communiste de Grèce n'a pas voté pour la tenue du référendum parce que selon lui, les réformes du cabinet Tsípras ne sont pas meilleures que les réformes de la Troïka. Cependant les militants font la campagne du « non ». Une enquête indique que ses électeurs voteront majoritairement « non » (voir sondages).
Les autres partis, allant de la droite à la gauche, ont voté contre la tenue du référendum et ont appelé à voter « oui » : Nouvelle Démocratie, La Rivière et le PASOK.
Le caractère constitutionnel du référendum a été discuté. En effet, les dispositions de la Constitution grecque prévoient deux voies référendaires, l'une pour les « questions nationales cruciales » et l'autre pour les projets de loi, à l'exclusion du domaine fiscal. Theódoros Fortsákis (ND) a ainsi déclaré « Constitutionnellement il n'est pas permis d'organiser des référendums qui portent sur des questions de finance publique ». Le gouvernement a justifié qu'il s'agissait d'une « question nationale cruciale ».
Le Conseil d'État est saisi. Le 3 juillet 2015, celui-ci autorise sa tenue.
Le député Fortsakis rejette également l'urgence du référendum : « de toute manière, un référendum prévu par la constitution nécessite un délai nécessaire pour que les gens prennent le temps de former leur décision objectivement et de manière indépendante. Il faut donc qu'il y ait un dialogue public préalable. Aucun dialogue ne peut être organisé en l'espace de cinq jours. En outre, la question qui est posée au référendum est une question complètement imprécise. On demande aux gens de s'exprimer sur un accord qui n'est pas signé donc on sait même pas qu'est ce que l'accord comporte. Je trouve que c'est un abus de pouvoir public que de présenter des questions pareilles au référendum ».

### Institutions de l'Union européenne

#### Commission européenne
Lundi 29 juin, la Commission européenne et son président Jean-Claude Juncker, qui appelle à voter « oui » ainsi que des dirigeants européens, ont affirmé que l'enjeu est l'appartenance à la zone euro.

#### Conseil européen

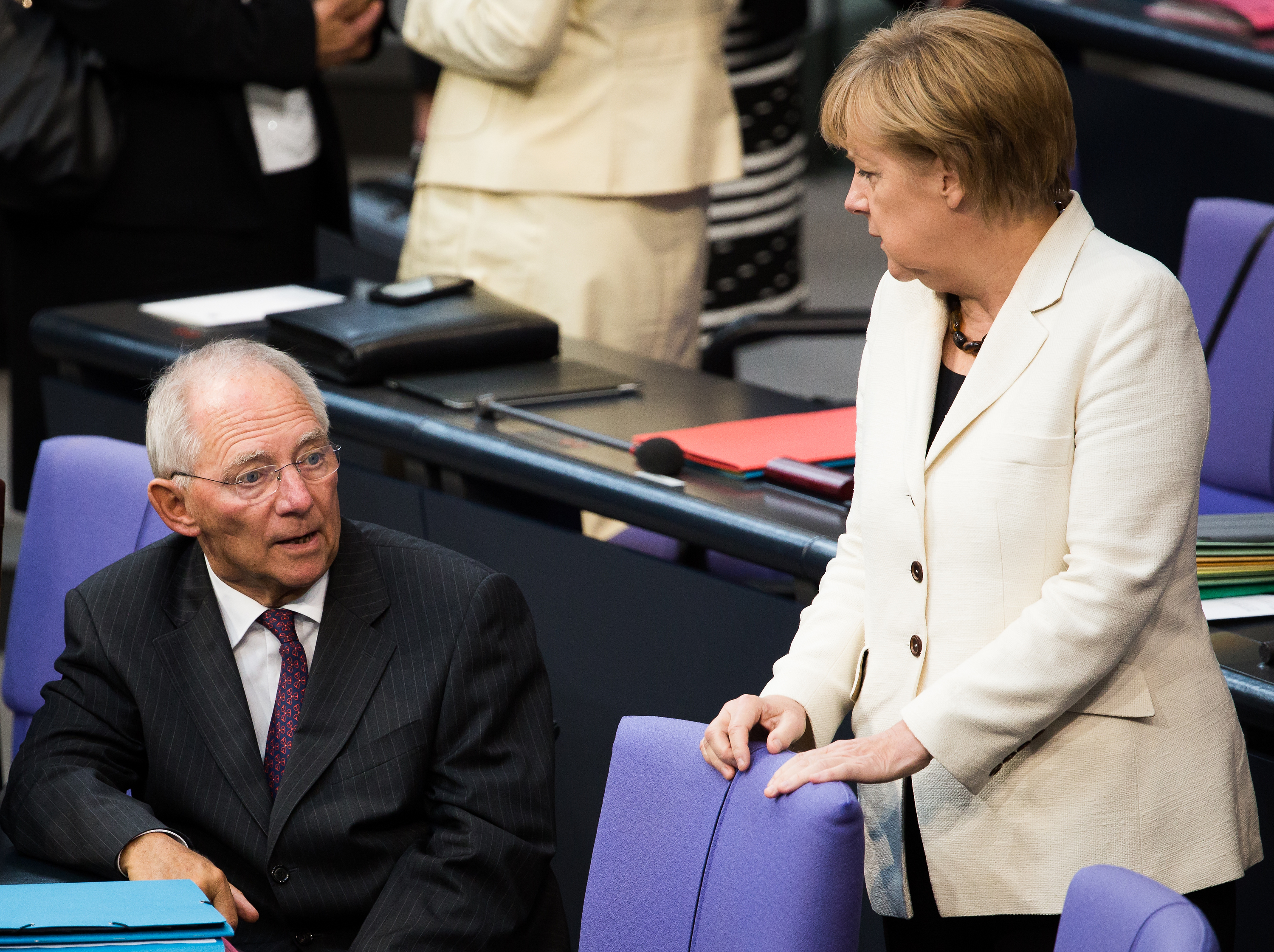
Wolfgang Schäuble et Angela Merkel en septembre 2014.

La chancelière allemande Angela Merkel refuse toutes négociations avant le référendum affirmant que l'« Europe est forte » et qu'attendre les résultats permettra la réouverture des négociations.
Le Premier ministre espagnol Mariano Rajoy, qui appelle également à voter « oui », partage l'avis de Jean-Claude Juncker et considère que l'enjeu du référendum est le maintien dans la zone euro.
Le Premier ministre slovaque Robert Fico s'est exprimé en faveur du maintien de la Grèce dans la zone euro, mais « pas à n'importe quel prix », tout en indiquant toutefois être préparé à cette éventualité.
Certains chefs de gouvernement d'États non membres de la zone euro se sont aussi exprimés. Ainsi, le Premier ministre bulgare, Boïko Borissov, aurait demandé au Premier ministre grec si le pays pourrait continuer seul après six mois. Le Premier ministre tchèque Bohuslav Sobotka a qualifié le référendum grec d'absurde et estime qu'une faillite de la Grèce serait nuisible pour l'Union européenne tout entière et aggraverait la crise des réfugiés.

#### Conseil de l'Union européenne
Le ministre des Finances allemand, Wolfgang Schäuble pense que le « non » n'entraînerait pas une sortie de l'euro.
Les ministres des Finances et des Affaires étrangères slovaques, respectivement Peter Kažimír et Miroslav Lajčák ont signalé que les évolutions récentes ne pourront résoudre la crise actuelle.

#### Banque centrale européenne

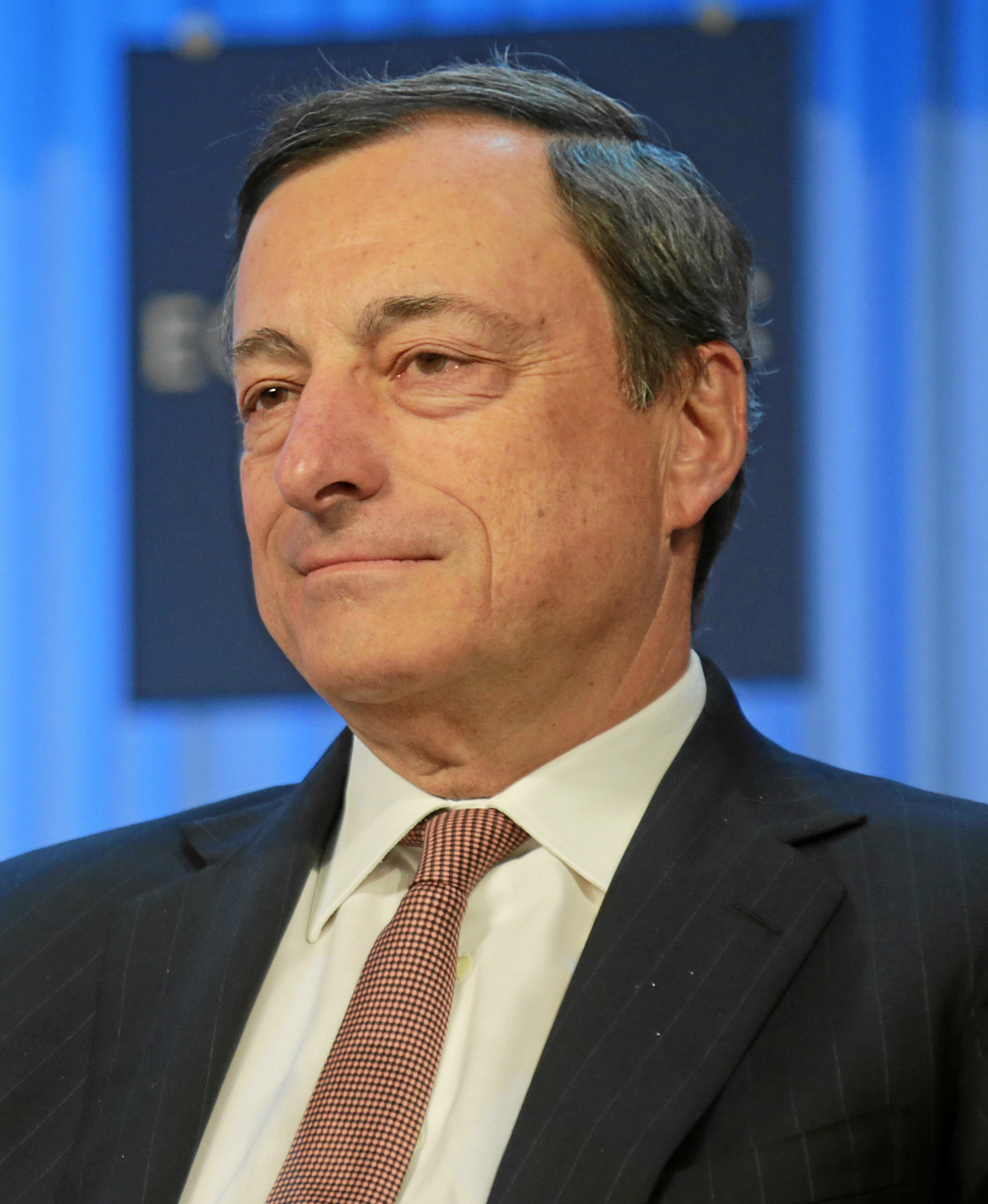
Mario Draghi en 2013.

Dans un article dans La Tribune, le journaliste Romaric Godin affirme que la BCE « sort de son rôle purement monétaire et devient un acteur politique de l'affaire grecque. Elle tente de maintenir la Grèce dans la zone euro en se débarrassant du gouvernement Tsípras » en ayant gelé le plafond de l'accès des banques grecques à la liquidité d'urgence (le programme ELA), ce qui a conduit à la mise en place d'un contrôle des capitaux et à la fermeture des banques, de manière à peser sur le scrutin en faveur du « oui », ce qui, selon le journaliste, constitue une ingérence dans la vie politique d'un État membre et une stratégie risquée, autant pour la Grèce que pour les institutions européennes, il ajoute que la position de Junker et des dirigeants européens est identique.

#### Parlement européen
Le président du Parlement européen, Martin Schulz, estime que si le « oui » l'emporte, le Premier ministre grec devra démissionner ce qui entraînera la nomination d'un gouvernement de technocrates jusqu'aux élections suivantes. Selon lui, le gouvernement Tsípras est « imprévisible et manipule les gens en Grèce ».
Les députés du groupe du Parti populaire européen, par la voie de leur président Manfred Weber, appellent à voter « oui » au référendum grec. Ce dernier estime que la Grèce « risque un désastre ». María Spyráki, député européenne grecque (Nouvelle Démocratie), appelle à voter « oui » au référendum afin de permettre « le financement des salaires, des retraites et des subventions agricoles dans un environnement stable »,. De même, le député européen Yórgos Kýrtsos (Nouvelle Démocratie) a critiqué l'organisation d'un référendum en si peu de temps et l'éventualité d'un grexit. Enfin, le président du parti populaire européen, Joseph Daul, estime que le comportement de Tsípras est irresponsable.
Le 27 juin 2015, l'Alliance progressiste des socialistes et démocrates au Parlement européen (S&D) a invité les chefs d'État et de gouvernement à convoquer une réunion extraordinaire afin de trouver une solution après l'arrêt des négociations. Ainsi, le président des S&D, Gianni Pittella a indiqué que le rejet du plan de sauvetage a entraîné la zone euro dans une « zone de turbulences » et qu'il faut empêcher un grexit. Le président du groupe a aussi insisté sur le fait que la population grecque ne doit pas être punie et qu'elle « doit avoir l'occasion de choisir son avenir ». La vice-présidente du groupe Maria João Rodrigues appelle à « élaborer d'urgence une solution crédible et socialement acceptable pour résoudre cette crise et éviter l'impensable », à savoir, selon elle, « un désastre financier, économique, social et politique à grande échelle […] au cas où la Grèce serait coupée des flux financiers et poussée hors de la zone euro ». Dans un tweet du 30 juin 2015, Gianni Pittella estime que c'est aux Grecs de décider et regrette les prises de positions des autres États membres et de l'Union européenne. Le 1er juillet, ce dernier s'est attristé des développements négatifs à la suite des tentatives de réouverture des négociations et critique à la fois la façon dont la Grèce a abordé les négociations et l'« entêtement » de certains États membres. La députée grecque S&D Éva Kaïlí dénonce ce qu'elle qualifie de manipulation des organes de l'État grec en outils de propagande. Elle appelle à voter « oui » au référendum.
Les députés du groupe Alliance des démocrates et des libéraux pour l'Europe critiquent le référendum et demandent son annulation et, éventuellement, son remplacement par un nouveau organisé sur un nouveau programme de réformes fondamentales et approfondies. Guy Verhofstadt, le président du groupe critique le référendum, organisé à la hâte, contre l'Europe et il ajoute que Tsípras devrait préparer un référendum visant à mettre fin au clientélisme en Grèce. Il demande que de nouvelles négociations soient engagées pour trois mois et que leurs résultats soient soumis à référendum. Javier Nart considère que Tsípras agit dans son seul intérêt afin de pouvoir « mettre en œuvre son programme populiste ». Jean Arthuis, tout en précisant que la crise a pour conséquence « la non-gouvernance de la zone euro », indique que la solution est plus de fédéralisme en zone euro avec un réel gouvernement de la zone euro, un trésor, un budget commun,. Il ajoute que les promesses électorales de Tsípras ne pourront être tenues que grâce à l'aide de la zone euro. Enfin, le député européen Robert Rochefort estime que, si le non l'emporte, cette crise n'est pas la fin de la zone euro car selon lui, si le oui l'emporte, le plan d'aide comportera 35 milliards de relance, sous la forme de réforme, de soutien pour la relance économique et de restructuration de la dette. Pavel Telička appelle à voter « oui », précisant que voter « non » serait « satisfaire l'égo de certains et plus de problèmes pour le pays ».
Le député européen Nigel Farage, co-président du groupe de l'Europe de la liberté et de la démocratie directe (ELDD), indique soutenir le référendum et le retour de la Grèce à sa propre monnaie.
Des députés de l'Europe des nations et des libertés se sont exprimés à propos du référendum. Ainsi, Marine Le Pen, co-présidente du groupe, s'est exprimée en faveur du référendum, indiquant que le peuple grec avait le droit de se prononcer « librement et souverainement ».

### Conseil de l'Europe
Thorbjørn Jagland, secrétaire général du Conseil de l'Europe, a critiqué l'écart entre la décision de tenir un référendum et la tenue du scrutin qu'il juge trop court par rapport aux recommandations de la Commission de Venise. Par ailleurs, il a critiqué la question posée qu'il juge imprécise. Le Conseil de l'Europe a par la suite rappelé qu'il recommandait deux semaines de campagne, et qu'à défaut il ne pourrait envoyer d'observateurs.

### Nations unies
Deux experts indépendants des Nations unies, Alfred de Zayas et Virginia Dandan, respectivement expert de la promotion d'un ordre international démocratique et équitable et experte sur les droits de l'homme et sur la solidarité internationale, saluent le référendum. Ils soulignent qu'en vertu de l'article 103 de la Charte des Nations unies et de l'article 53 du traité de Vienne, aucun traité international relatif à un prêt ne peut prévaloir sur le respect, par toutes les parties, des droits de l'homme. Ils rappellent que l'expert indépendant des Nations unies sur la dette extérieure et les droits de l'homme avait, déjà en 2013, critiqué l'impact des politiques du Fonds monétaire international, de la Commission européenne et de la Banque centrale européenne sur les droits économiques et sociaux des Grecs.

### Économistes

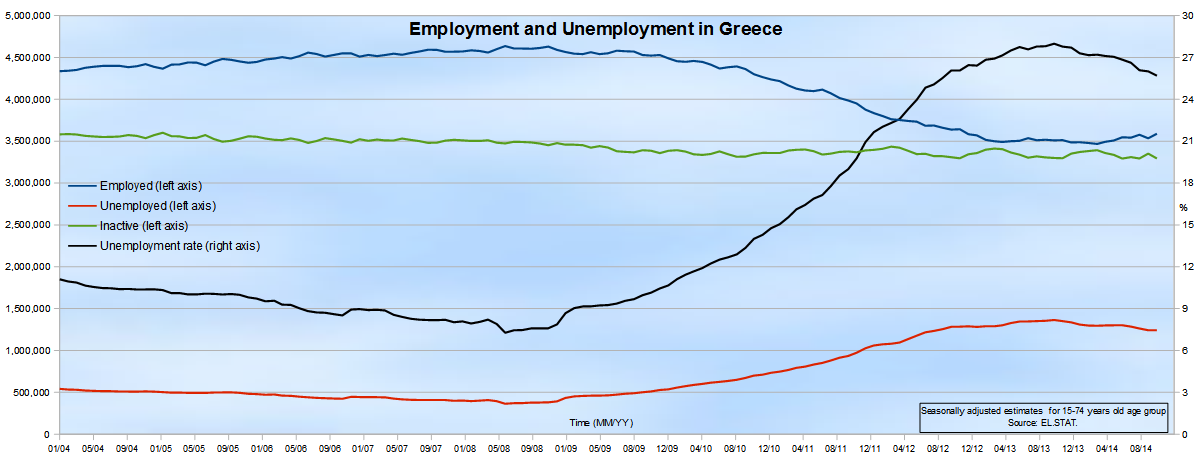
Évolution du nombre d'actifs, d'inactifs et de chômeurs en Grèce entre 2004 et 2014.

Le prix Nobel d'économie Joseph E. Stiglitz, se positionne en faveur du « non » dans un article titré « L'attaque de l'Europe contre la démocratie grecque » : 

« Les dirigeants européens commencent enfin à révéler la vraie nature du débat sur la dette, et la réponse n'est pas plaisante : il s'agit de pouvoir et de démocratie, bien plus que de monnaie et d'économie [...] Soyons clairs : la Grèce n'a profité de presque aucune des sommes qui lui ont été prêtées. Elles ont servi à rembourser les créanciers du secteur privé – dont les banques allemandes et françaises. La Grèce a obtenu guère mieux que des miettes, mais a payé un énorme prix pour préserver les systèmes bancaires de ces pays. Le Fonds monétaire international et les autres créanciers « officiels » n'ont pas besoin de l'argent qui est demandé. Dans un schéma de commerce classique, l'argent qu'ils récupèrent serait probablement prêté à nouveau à la Grèce. […] Ce que l'on voit aujourd'hui, 16 ans après que l'eurozone a institutionnalisé les relations entre ses membres, est l'antithèse de la démocratie : de nombreux leaders européens veulent voir la fin du gouvernement de gauche mené par Aléxis Tsípras,,. »

Évolution de la dette publique grecque de 1999 à 2010.

De nombreux économistes jugent par ailleurs intenables les propositions de la Commission européenne. Ainsi pour le chef économiste de Natixis, Patrick Artus, « Aucun économiste sérieux ne peut avaliser ce plan mal fichu et très déraisonnable » et trouve que Tsípras a des raisons d'appeler à voter non au référendum « demander à une économie en récession de 3 % à 4 % d'afficher un excédent primaire de 1 %, c'est la condamner à ne pas se redresser ». Selon la journaliste Claire Guélaud « Les économistes, quelle que soit leur famille de pensée, s'accordent pour déplorer que les bailleurs de fonds d'Athènes minimisent la gravité de la récession grecque, plus longue et plus profonde que la Grande Dépression aux États-Unis dans les années 1930. L'économie hellène, ajoutent-ils, est en bien trop mauvais état pour supporter le surcroît d'austérité — hausses d'impôt, TVA en tête, et de cotisations, réforme de la grille salariale et baisse de l'emploi de la fonction publique, réforme des retraites etc. — imaginé par la Commission européenne, la Banque centrale européenne (BCE) et le Fonds monétaire international (FMI) en échange d'« argent frais » ». D'après le chef économiste de la Compagnie française d'assurance pour le commerce extérieur, Julien Marcilly, « les politiques macroéconomiques doivent être contracycliques [...] Demander à un pays en récession d'afficher un excédent budgétaire primaire, même réduit de 3,5 % à 1 %, n'a pas de sens. Les dépenses publiques ont diminué de 20 % en Grèce en termes réels depuis 2007. En Espagne, pendant ce temps, elles sont restées stables. Comment voulez-vous que l'économie puisse se redresser ? ».
Selon la journaliste Claire Guélaud, « l'absence totale de toute référence à la question de la dette, jugée pourtant cruciale, est un autre sujet de perplexité et de critiques pour les économistes [...] Or de l'avis général, sa restructuration est « inéluctable » », ainsi selon Patrick Artus « il faudrait quatre points de produit intérieur brut [PIB] d'excédent budgétaire primaire pour stabiliser la dette. Les Grecs sont complètement insolvables. Il ne faut pas leur faire des prêts mais restructurer la dette. C'est d'ailleurs ce que pense le FMI. La Commission n'en veut pas, non pas pour éviter des pertes aux banques mais pour des raisons politiques : par égard pour l'Espagne, le Portugal, l'Irlande etc. qui ont fait des efforts et par peur de fâcher les contribuables européens ». Le président de l'Observatoire français des conjonctures économiques (OFCE), Xavier Ragot pense sensiblement la même chose « les positions du gouvernement Tsípras et des créanciers s'étaient beaucoup rapprochées. Mais ce qui a manqué, c'est la discussion et l'engagement d'une renégociation de la dette grecque qui est insoutenable et qu'il faudra restructurer », ainsi que Paola Monperrus, économiste au Crédit agricole, pour qui « les autorités grecques ont demandé que le Mécanisme européen de stabilité [MES] prenne la dette hellène à son compte, ce qui ouvrait la possibilité d'un reprofilage partiel de celle-ci. C'était l'idée du troisième plan d'aide. Elle n'a pas été acceptée probablement parce que les créanciers veulent pouvoir conserver un certain degré d'ingérence dans la vie de la Grèce ».
Selon le propos de la banque allemande Brenberg, rapporté par El País, « La Grèce est le pays qui a mené le plus de réformes pendant la crise », le quotidien poursuit en affirmant que si le pays a besoin de réformes supplémentaires tous les économistes s'accordent à dire que les exigences de la troïka sur le déficit et leur non discussion de la restructuration de la dette est une erreur, alors que Tsípras a été élu sur un programme de fin de l'austérité et de restructuration de la dette. « Nous pouvons continuer à faire semblant de croire que la Grèce va tout payer, mais c'est une erreur de continuer à nier la réalité et lui faire la morale, en pensant que la Grèce doit être punie », ajoute le libéral Paul De Grauwe de la London School. « La restructuration est essentielle et elle arrivera », explique Barry Eichengreen, de l'université de Californie à Berkeley. Ken Rogoff, de l'université Harvard, avance pour sa part que « le jour où cela sera admis n'est qu'une question de temps ».
Selon la journaliste Claudi Pérez « la zone euro semble prête à répéter de vieilles erreurs. Ses dernières propositions « semblent mieux conçues pour éviter un problème politique à Berlin ou Madrid que pour résoudre les difficultés de la Grèce », remarque Athanasios Orphanides, ancien gouverneur de la Banque de Chypre. Il se plaint que « la saga grecque soit la constatation du fait que la confiance dans le projet européen ait disparu à cause d'une combinaison d'intérêts nationaux, de jugements moraux et de la résurgence de stéréotypes » [...] Pour Charles Wyplosz, de l'Institut universitaire, « l'imposition de coupes budgétaires supplémentaires montre à quel point les gouvernements européens sont loin d'assumer leur responsabilité dans les graves erreurs commises dans le passé. Une autre vague de réductions budgétaires aggravera les choses. Nous ne retenons pas les leçons : il ne s'agit plus d'un débat économique, mais politique et plein de tabous ».
Selon Kevin O'Rourke (en) du Trinity College, toujours rapporté par El Pais, « si les créanciers étaient raisonnables sur les objectifs en matière fiscale et la restructuration de la dette, on ne parlerait plus de Grexit ; nous n'aurions pas perdu tout ce temps » tandis que d'après Lorenzo Bini Smaghi, ex-conseiller à la BCE, un grexit « pourrait renforcer l'euro à moyen terme, mais la transition serait problématique et nécessiterait des mesures courageuses en matière d'intégration et surtout une BCE très active. », à quoi de Grauwe ajoute que « le Grexit aurait des conséquences limitées à court terme, mais à moyen terme cela suppose une révolution copernicienne : cela reviendrait à dire aux marchés que la zone euro est un arrangement provisoire, et que quand la prochaine récession frappera les rivages de l'Europe ils pourront commencer à chercher le candidat suivant pour en sortir ».

### Sondages
Après l'annonce du référendum
| Dates               | Source          | Éditeur                               | Oui       | Non             | Ne sait pas |        |        |       |
| ------------------- | --------------- | ------------------------------------- | --------- | --------------- | ----------- | ------ | ------ | ----- |
| Dates               | Source          | Éditeur                               | 5 juillet | Metron Analysis |             | 46,0 % | 49,0 % | 5,0 % |
| 4-5 juillet         | GPO             |                                       | 46 %      | 48,5 %          | 5,5 %       |        |        |       |
| 3-4 juillet         | PAMAK           |                                       | 42,5 %    | 43,0 %          | 13,5 %      |        |        |       |
| 2–3 juillet         | Metron Analysis |                                       | 46,0 %    | 47,0 %          | 7,0 %       |        |        |       |
| 1er–3 juillet       | GPO             |                                       | 44,1 %    | 43,7 %          | 12,2 %      |        |        |       |
| 1er–3 juillet       | Alco            |                                       | 41,7 %    | 41,1 %          | 17,2 %      |        |        |       |
| 30 juin-3 juillet   | Ipsos           |                                       | 44,0 %    | 43,0 %          | 13,0 %      |        |        |       |
| 2 juillet           | PAMAK           |                                       | 42,5 %    | 43,0 %          | 14,5 %      |        |        |       |
| 30 juin–1er juillet | Alco            |                                       | 44,8 %    | 43,4 %          | 11,8 %      |        |        |       |
| 30 juin             | Palmos Analysis |                                       | 37,0 %    | 51,5 %          | 11,5 %      |        |        |       |
| 29–30 juin          | ProRata         | efsyn.gr, le Journal des Journalistes | 37,0 %    | 46,0 %          | 17,0 %      |        |        |       |
| 28 juin             | ProRata         | efsyn.gr, le Journal des Journalistes | 30,0 %    | 57,0 %          | 13,0 %      |        |        |       |

Par sympathisants
| Dates      | Source                     | Publicateur                           | Choix | Parti communiste de Grèce (KKE | SYRIZA | Mouvement socialiste panhellénique (PASOK) | La Rivière (To potámi) | Nouvelle Démocratie (ND) | Grecs indépendants (ANEL) | Aube dorée (ΧΑ) | Total |
| ---------- | -------------------------- | ------------------------------------- | ----- | ------------------------------ | ------ | ------------------------------------------ | ---------------------- | ------------------------ | ------------------------- | --------------- | ----- |
| 29–30 juin | ProRata (site) (graphique) | efsyn.gr, le Journal des Journalistes | Oui   | 20 %                           | 18 %   | 65 %                                       | 68 %                   | 65 %                     | 31 %                      | 20 %            | 33 %  |
| 29–30 juin | ProRata (site) (graphique) | efsyn.gr, le Journal des Journalistes | Non   | 57 %                           | 77 %   | 21 %                                       | 21 %                   | 22 %                     | 60 %                      | 80 %            | 54 %  |
| 29–30 juin | ProRata (site) (graphique) | efsyn.gr, le Journal des Journalistes | NSP   | 23 %                           | 8 %    | 14 %                                       | 11 %                   | 13 %                     | 9 %                       | 0 %             | 13 %  |

Avant l'annonce du référendum
- Sondages réalisés avant l'annonce du référendum basés sur un projet d'accord que semblait approuver le gouvernement grec[53],[54].

| Date       | Source        | Oui     | Non    | Ne sait pas |        |        |
| ---------- | ------------- | ------- | ------ | ----------- | ------ | ------ |
| Date       | Source        | 27 juin | PAMAK  | 26,5 %      | 52,0 % | 21,5 % |
| 24–26 juin | Kapa Research | 47,2 %  | 33,0 % | 19,8 %      |        |        |
| 24–26 juin | Alco          | 57,0 %  | 29,0 % | 14,0 %      |        |        |

## Résultat final
| Choix                  | Votes     | %     |
| ---------------------- | --------- | ----- |
| Pour                   | 2 245 537 | 38,69 |
| Contre                 | 3 558 450 | 61,31 |
|                        |           |       |
| Votes valides          | 5 803 987 | 94,20 |
| Votes blancs           | 46 341    | 0,75  |
| Votes invalides        | 310 812   | 5,05  |
| Total                  | 6 161 140 | 100   |
| Abstention             | 3 697 368 | 37,50 |
| Inscrits/Participation | 9 858 508 | 62,50 |

Carte des résultats par circonscriptions.

« Approuvez-vous le plan proposé par la Commission européenne, la Banque centrale européenne et le Fonds monétaire international ? »
| Pour 2 245 537 (38,69 %) |  |  | Contre 3 558 450 (61,31 %) |
| ▲                        |  |  |                            |
| Majorité absolue         |  |  |                            |

## Conséquences

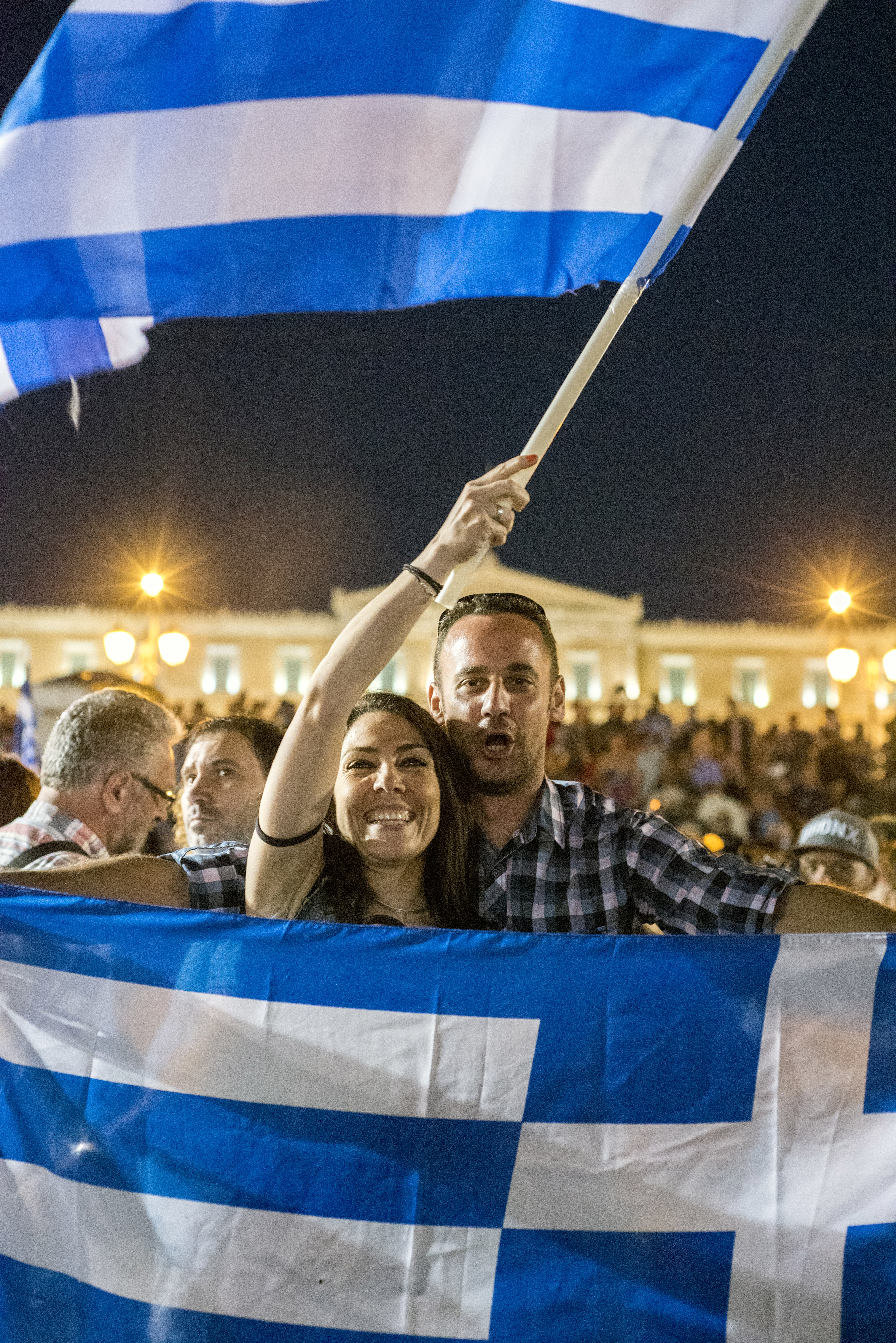
Défilé organisé après la publication des résultats sur la place Syntagma à Athènes.

Malgré la victoire du « non », qu'il défendait, le ministre grec des Finances, Yánis Varoufákis, démissionne de son poste le lendemain du scrutin, afin de faciliter l'obtention d'un accord entre la Grèce et l'Union européenne. Euclide Tsakalotos le remplace.
Après ce que Le Monde désigne comme un « plébiscite » pour le gouvernement et Aléxis Tsípras, Angela Merkel et François Hollande ont affirmé à la suite d'une réunion lundi soir attendre les nouvelles propositions qu'Aléxis Tsípras a annoncé leur faire pour mardi lors d'un sommet européen et sur lesquelles se pencheront d'abord l'Eurogroupe puis les chefs d’État de gouvernement qui se sont montrés divisés, les Allemands affichant leur intransigeance tandis que la France et surtout l'Espagne s'opposent à une sortie de la Grèce de la zone euro1. Le contrôle des capitaux restera en place au niveau actuel jusqu'à mercredi tandis que la BCE maintient son aide au niveau limité de dimanche mais en durcissant à terme les conditions1, ce qui pour la journaliste économique Martine Orange signifie que « la BCE pousse la Grèce à la porte de l'euro » en « acceptant le risque de provoquer un effondrement complet bancaire » en Grèce2. Jean-Claude Juncker, président de la Commission européenne, déclare qu'« il ne peut y avoir de choix démocratique contre les traités européens  »3,4 (cette formule sera qualifiée de « théorème de Juncker » par Serge Halimi dans Le Monde diplomatique5)[non pertinent]
Le livre d'entretiens de François Hollande avec les journalistes Gérard Davet et Fabrice Lhomme Un président ne devrait pas dire ça..., paru en octobre 2016, révèle que le lendemain du vote, Vladimir Poutine a confié au président français que la Grèce a demandé à la Russie d’imprimer des drachmes « car ils n’ont plus d’imprimerie pour le faire ». Une source gouvernementale grecque apporte alors un démenti.
Le gouvernement Tsípras se contraint à maintenir des mesures d’austérité en Grèce. Le parlement grec vote les mesures grâce à une majorité de circonstance constituée d'une partie de la majorité tsipriote et des voix de formations politiques favorables à ces mesures (notamment du parti de droite Nouvelle Démocratie) alors qu'une fraction de SYRIZA s'oppose à lui.
Alexis Tsípras annonce la démission de son gouvernement le 20 août 2015.